# Јордански динар
Јордански динар (арап. دينار أردني) званична је валута у Јордану.